# Chiaro Davanzati
Chiaro Davanzati (Firenze, circa quarto decennio del XIII secolo – 1303/1304) è stato un poeta italiano. Appartenne al gruppo dei poeti toscani che introdussero nella realtà comunale dell'Italia centrale i temi e le forme tipici della scuola siciliana (rimatori toscani di transizione); dopo Guittone d'Arezzo è il poeta di questa scuola di cui si conservano più componimenti. A lui si devono importanti innovazioni formali nel genere metrico della canzone, quali l'invenzione della stanza interamente composta da endecasillabi e la variazione degli schemi delle singole stanze all'interno di uno stesso componimento.

## Biografia
Sulla vita di Davanzati ci sono pochi punti certi, desunti a partire da una citazione nel Libro di Montaperti. Negli elenchi dei combattenti della celebre battaglia del 1260 risultano due fiorentini di parte guelfa dal nome Chiaro Davanzati, uno del popolo di San Frediano e uno di Santa Maria Sopr'Arno. Di quest'ultimo si sa da un altro documento che era già morto nel marzo 1280, mentre nella Giuntina di rime antiche è riportata la partecipazione del Davanzati a una tenzone promossa da Dante da Maiano del 1283. Il poeta è dunque, con buona dose di certezza, il Chiaro Davanzati del popolo di San Frediano.
Nonostante questa identificazione, e anche alla luce di altri documenti, la biografia ricostruita dal Debenedetti nel 1912 rimane comunque piuttosto scarna. Chiaro Davanzati, guelfo del popolo di San Frediano, partecipa nel 1260 a Montaperti, e per questo si fissa la sua nascita approssimativamente al quarto decennio del XIII secolo. Nel 1294, da febbraio a giugno, è capitano di Orsanmichele. Nel settembre 1302 è nominato da un arcidiacono di Gent, Johannes de Calona, suo procuratore; è ancora vivente, e ricopre ancora questa carica, in un atto del 20 agosto 1303, mentre risulta già morto in un altro documento del 27 aprile 1304. Nello stesso documento sono riportati i nomi di due suoi figli, i mercanti Bartolo e Lapo, mentre da un altro atto si conosce il nome di una figlia, Bionda, andata in sposa al setaiolo Banco di Iacopo.
Da riferimenti interni alle sue opere si ricavano poche altre informazioni biografiche certe, sostanzialmente limitate alla menzione di un suo soggiorno a Pisa, mentre si possono conoscere i rimatori contemporanei con cui fu in corrispondenza, da citazioni nelle sue opere o nelle loro: oltre al già citato Dante da Maiano, Guittone, Monte Andrea, Cione di Baglione, Pacino Angiulieri, Palamidesse di Bellindote e Frate Ubertino. Si è tentato anche, ma con poca certezza, di interpretare alcuni componimenti del Davanzati leggendoci un graduale allontanamento dalla fazione guelfa, prima con un lamento per l'asservimento di Firenze agli Angiò dopo la battaglia di Benevento e poi con un più chiaro sostegno alla causa degli Hohenstaufen: alla luce di questo avvicinamento alla fazione avversa a quella d'origine si spiegherebbe anche il soggiorno del poeta nella ghibellina Pisa.

## Rime
La sua produzione poetica è tramandata in massima parte dal Canzoniere Vaticano latino 3793. Chiaro, dopo Guittone, è il rimatore siculo-toscano di cui si è tramandato il maggior numero di componimenti: il corpus delle sue opere certe ammonta a 122 sonetti e 61 canzoni. I temi trattati sono quelli tipici della poesia provenzale e siciliana, da quello dell'infelicità per la durezza della donna a quello dei 'malparlieri'. La poesia di Chiaro, che ebbe una grande fortuna presso i contemporanei, è oggi generalmente considerata priva di grande originalità, raccogliendo e fondendo vari spunti tematici e formali dalla lirica provenzale e dalla poesia siciliana con alcuni elementi del nascente Stilnovo. A Chiaro si attribuiscono però alcune importanti innovazioni di ordine tecnico nella struttura della canzone: egli fu il primo a spezzare lo schema ripetitivo delle stanze, sia nella misura dei versi nelle rispettive sedi che nella sequenza delle rime; fu inoltre l'inventore della stanza tutta di endecasillabi.

### Il sonetto 6 (V 356)
Sì come il cervio che torna a morire
Sì come il cervio che torna a morire
là ov'è feruto sì coralemente;
e 'l cecero comincia a rispaldire,
quando la morte venire si sente:
così facc'io, che ritorno a servire
a voi madonna, se mi val neiente;
e dicovi: servendo vo' morire,
pur che mi diate la morte sovente;
e s'io no-ll'ho, fo com'omo selvag[g]io:
ca nel cantare tanto si rimbaglia,
quand'ha rio tempo, ch'atende lo bono.
A vo, mia donna, lo mio core ingag(g)io
che lo tegnate, no date travaglia,
ché da voi tegno l'altra vita in dono.

### La poesia di Chiaro tra trobar leu e bestiari
Il testo sopra riportato può facilmente piegarsi a exemplum degli elementi caratterizzanti la poesia del Davanzati.
Il suo è un trobar leu, come si deduce dalla semplicità del testo (per il lettore odierno le difficoltà sono di tipo lessicale). Il tema è quello amoroso, portato avanti secondo modalità non nuove: onnipresente è la lezione provenzale-siciliana, mentre al verso 8 c'è un'eco guittoniana.
Tuttavia, il tratto peculiare di Chiaro sta nella prima quartina, già al primo verso: "Sì come il cervio" apre un paragone animalesco; di questi, sia nei sonetti che nelle canzoni, se ne trovano una quantità ineguagliata in qualsiasi poeta contemporaneo o successivo. Leggendo i sonetti, in particolare, viene in mente il Bestiario d'amore di Richard de Fournival, per la ricchezza di animali utilizzati ai fini della lirica d'amore.
Chiaro non è considerato dalla critica un grande poeta della tradizione italiana, tuttavia gli va riconosciuta, nella sua mancanza di originalità, un uso originale dei bestiari, al fine della costituzione dell'imagery della sua poesia.
Se si volesse, nello specifico, analizzare il testo qui esemplificato, non sarebbe difficile trovare la fonte dell'immagine del cervo: qui Chiaro fa un utilizzo insolito del cervo, presente solo, per quanto ne sappiamo, nel bestiario di Rigaut de Berbezilh, che a sua volta trova la propria fonte nella Naturalis Historia di Plinio il Vecchio.
Ai versi 3-4 si incontra il secondo animale: "'l cecero" (il cigno) morente è figura di grande fortuna, ritrovabile in moltissimi bestiari, nei provenzali, ma anche poi in Sicilia con Giacomo da Lentini. Chiaro ne fa uso ben sette volte nelle sue Rime.
Dunque una grande propensione zoologica: questa è la cifra stilistica più marcata in Davanzati, quella per cui è ricordato, malgrado l'oblio nel quale è spesso stato fatto ricadere; anche nelle antologie dei licei, infatti, Chiaro Davanzati non è canonizzato, al limite citato.
Una trascuratezza dovuta alla mediocrità di molti suoi versi, alla mancanza di creatività: malgrado ciò, egli resta un importante passo in una certa storia letteraria: la lunghissima storia dei bestiari, da Plinio, al Fisiologo, ai provenzali. Questo genere letterario trova il suo culmine nel lavoro di Davanzati, che più che ispirato sembra interessato a giocare con il maggior numero di generi, di temi, di citazioni.

### Tenzoni
Chiaro è in contatto con numerosi intellettuali del suo tempo e le tenzoni ne sono il più prezioso documento. Egli ha una corrispondenza più o meno nutrita con Dante da Maiano, Guittone d'Arezzo, Monte, Pacino di ser Filippo e altri.
Le "risposte per le rime" che tra costoro si tengono mostrano un Davanzati non particolarmente avvezzo a questo tipo di poesia: infatti, per coerenza coi versi altrui, è costretto, talvolta, a abbandonarsi a artifizi oscuri, più propriamente cari ai poeti del trobar clus, come Guittone, più in voga all'epoca (e a volte più apprezzati oggi).

## Edizioni delle opere
- Chiaro Davanzati, Rime, a cura di Aldo Menichetti, Bologna 1965, Commissione per i testi di lingua vol.126.
- Chiaro Davanzati, Canzoni e sonetti, a cura di Aldo Menichetti, Torino, Einaudi, 2004